# Пало-Бланко (Техас)
Пало-Бланко (англ. Palo Blanco) — переписна місцевість (CDP) в США, в окрузі Старр штату Техас. Населення — 238 осіб (2020).

## Географія
Пало-Бланко розташоване за координатами 26°23′15″ пн. ш. 98°54′9″ зх. д. / 26.38750° пн. ш. 98.90250° зх. д. (26.387546, -98.902409).  За даними Бюро перепису населення США в 2010 році переписна місцевість мала площу 0,16 км², уся площа — суходіл.

## Демографія
Згідно з переписом 2010 року, у переписній місцевості мешкали 204 особи в 47 домогосподарствах у складі 45 родин. Густота населення становила 1295 осіб/км².  Було 59 помешкань (375/км²).
Расовий склад населення:
| - 99,5 % — білих |

До двох чи більше рас належало 0,5 %. Частка іспаномовних становила 97,5 % від усіх жителів.
За віковим діапазоном населення розподілялося таким чином: 36,8 % — особи молодші 18 років, 58,8 % — особи у віці 18—64 років, 4,4 % — особи у віці 65 років та старші. Медіана віку мешканця становила 25,7 року. На 100 осіб жіночої статі у переписній місцевості припадало 90,7 чоловіків;  на 100 жінок у віці від 18 років та старших — 84,3 чоловіків також старших 18 років.
Середній дохід на одне домашнє господарство  становив 32 980 доларів США (медіана — 28 864), а середній дохід на одну сім'ю — 31 605 доларів (медіана — 28 864). 
Цивільне працевлаштоване населення становило 97 осіб. Основні галузі зайнятості: освіта, охорона здоров'я та соціальна допомога — 46,4 %, мистецтво, розваги та відпочинок — 15,5 %, роздрібна торгівля — 12,4 %, будівництво — 11,3 %.